# 块茎芹
块茎芹（学名：Krasnovia longiloba）是伞形科块茎芹属的植物。分布在中亚以及中国大陆的新疆等地，生长于海拔1,200米的地区，常生长在砾石质草坡及灌木丛中，目前尚未由人工引种栽培。